# أدهم وزينات والثلاث بنات (مسلسل)
أدهم وزينات وثلاث بنات مسلسل درامي اجتماعي مصري يحكي قصة عائلة العالم المشهور "أدهم" وزوجته "زينات"، وبناتهما الثلاث.
المسلسل من بطولة فاروق الفيشاوي، فردوس عبد الحميد، ومن إخراج محمد فاضل (مخرج).